# Angelika Birk

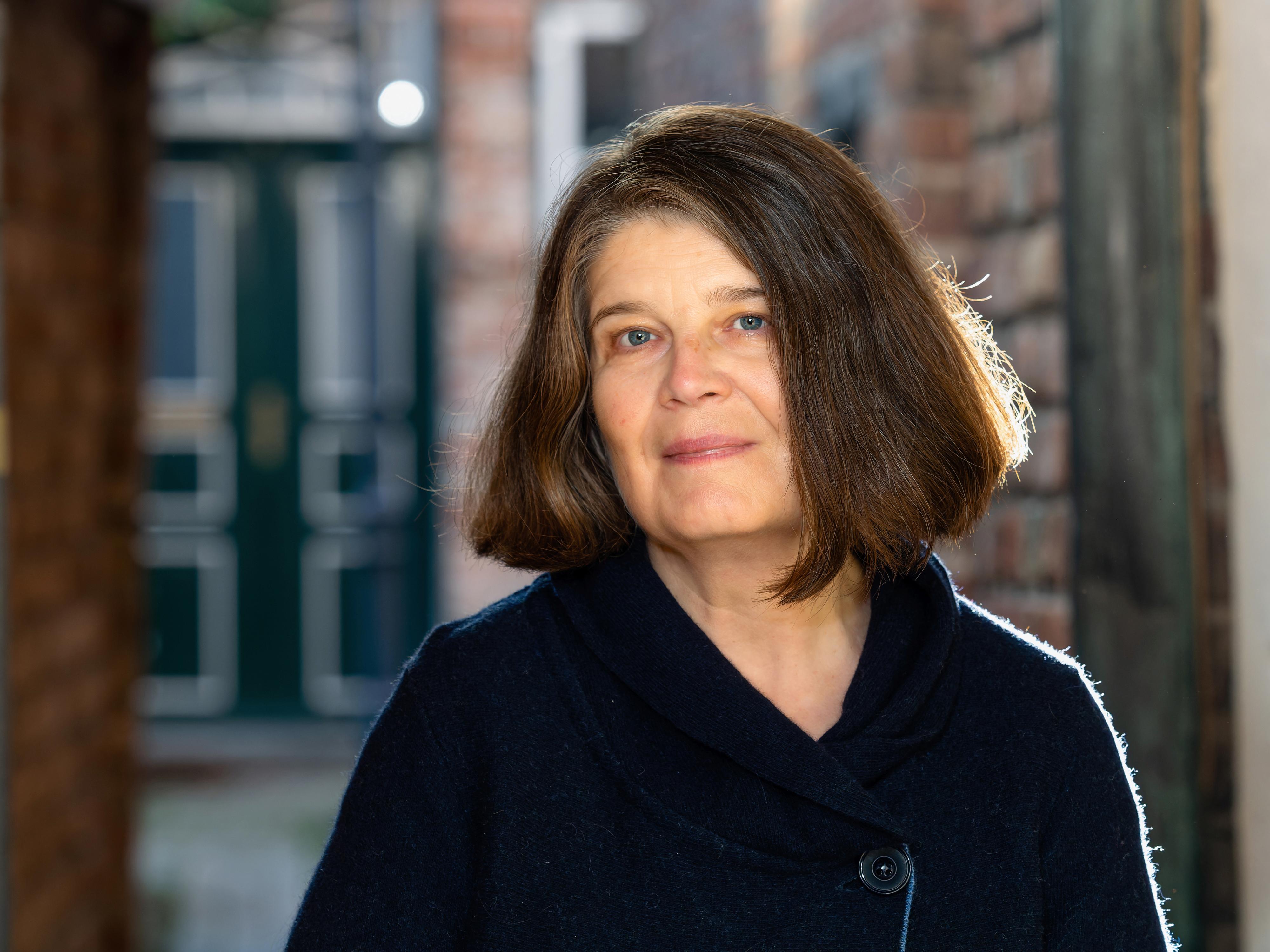
Angelika Birk, 2020

Angelika Birk (* 2. Mai 1955 in Krefeld) ist eine deutsche Politikerin (Bündnis 90/Die Grünen). Sie war Abgeordnete der Hamburger Bürgerschaft und des schleswig-holsteinischen Landtages und von 1996 bis 2000 Frauenministerin des Landes Schleswig-Holstein. 2010 bis 2018 war sie als stellvertretendes Stadtoberhaupt der Stadt Trier tätig. Ihr Dezernat umfasste die Bereiche Bildung, Soziales, Wohnen, Jugend und Arbeit. Seit Mitte 2018 lebt sie im Ruhestand in ihrer Wahlheimat Lübeck und engagiert sich ehrenamtlich für Flüchtlinge und im Landesvorstand der Pro Familia Schleswig Holstein.

## Familie
Birk wuchs in Krefeld auf zusammen mit ihrer Schwester Helga Birk und ihrem Bruder Thomas Birk, der ebenfalls Politiker der Grünen auf Landesebene wurde.

## Erste berufliche Stationen
Nach dem Abitur absolvierte Angelika Birk ein Lehramtsstudium für die Fächer Deutsch und Philosophie in Düsseldorf und Heidelberg und schloss ihre Ausbildung als Lehrerin 1982 mit dem zweiten Staatsexamen in Hamburg ab. Von 1985 bis 1989 arbeitete sie als wissenschaftliche Mitarbeiterin bei einem Projekt im Auftrag der Leitstelle zur Gleichstellung der Frau in Hamburg. Von 1989 bis 1996 leitete sie zusammen mit ihrer Kollegin Sabine Haenitsch das erste Frauenbüro der Hansestadt Lübeck.

## Politisches Wirken
Birk zählte 1979 zu den Gründungsmitgliedern des Kreisverbandes der Grünen in Heidelberg. Von 1982 bis 1985 gehörte sie als Abgeordnete der ersten Grünen-Fraktion der Hamburger Bürgerschaft an. Von April bis Mai 1996 sowie von 2000 bis 2005 war Angelika Birk Mitglied des Landtages von Schleswig-Holstein. Aufgrund des Scheiterns einer erneuten Koalition mit der SPD, aufgrund des überraschenden Fehlens einer notwendigen Stimme im Landtag für die Wiederwahl der Ministerpräsidentin Heide Simonis konnte das Regierungsbündnis von SPD und Grünen nicht fortgesetzt werden. Auf diese Weise erlangte Angelika Birk auf dem 5. Listenplatz der Wahlliste der Grünen keines der vier Grünen Landtagsmandate. Am 31. Mai 2006 zog sie als Nachrückerin für die ehemalige Ministerin im Kabinett von Simonis und ausgeschiedene Abgeordnete Annemarie Lütkes erneut bis 2009 in den Landtag ein. Von 2006 bis 2009 war sie stellvertretende Vorsitzende der Grünen-Landtagsfraktion.
Angelika Birk ist stets über die Landesliste in den Landtag eingezogen.

## Öffentliche Ämter
Als es nach der Landtagswahl 1996 zur Bildung einer rot-grünen Koalition in Schleswig-Holstein kam, wurde sie am 22. Mai 1996 als Ministerin für Frauen, Jugend, Wohnungs- und Städtebau in die von Ministerpräsidentin Heide Simonis geführte Landesregierung berufen. Nach der Landtagswahl 2000 kam es zwar zu einer Fortsetzung der Koalition, Angelika Birk hat aufgrund des ernüchternden Wahlergebnisses für die Grünen nach der Landtagswahl 2000 zusammen mit der Fraktionsvorsitzenden der Grünen Landtagsfraktion Irene Fröhlich und dem Grünen Ministerkollegen Rainder Steenblock ihr Amt zur Verfügung gestellt und schied daher am 28. März 2000 aus der Landesregierung aus.
Am 29. Oktober 2009 wurde Birk zur Bürgermeisterin und Dezernentin für Soziales, Jugend, Bildung und Sport der Stadt Trier für die Dauer von acht Jahren gewählt. Amtsantritt war am 15. Februar 2010. Ende 2017 entschieden sich die Trierer Grünen für eine andere Kandidatin als ihre Nachfolgerin in der folgenden Amtszeit.